# Port del Comte
|  | Per a altres significats, vegeu «Port del Comte (desambiguació)». |

El Port del Comte és un massís del Prepirineu català, situat a cavall de les comarques del Solsonès i l'Alt Urgell. Fa també de divisòria d'aigües entre les conques del Cardener i el Segre. Son pic més alt és el Pedró dels Quatre Batlles, de 2.386,5 m. Al vessant nord del massís hi ha implantada una estació d'esquí alpí homònima.
Els materials, d'època triàsica i cretàcia, són generalment calcaris i molt durs, on només algunes capes margoses han estat clarament erosionades en els sectors triàsics.

## Vegetació
La vegetació arbòria és de roure i pinassa a la base i de pi roig a la major part del massís. Als sectors alts (2.000-2.100 m), hi ha pi negre, amb alguns avets, fins que són substituïts per prats alpins.

## Principals serres i cims
El massís consta de diverses unitats orogràfiques: la Serra de Querol, el Puig Sobirà, els Prats de Bacies, la Serra de Port del Comte i la Serra d'Odèn en són les principals.

## Galeria

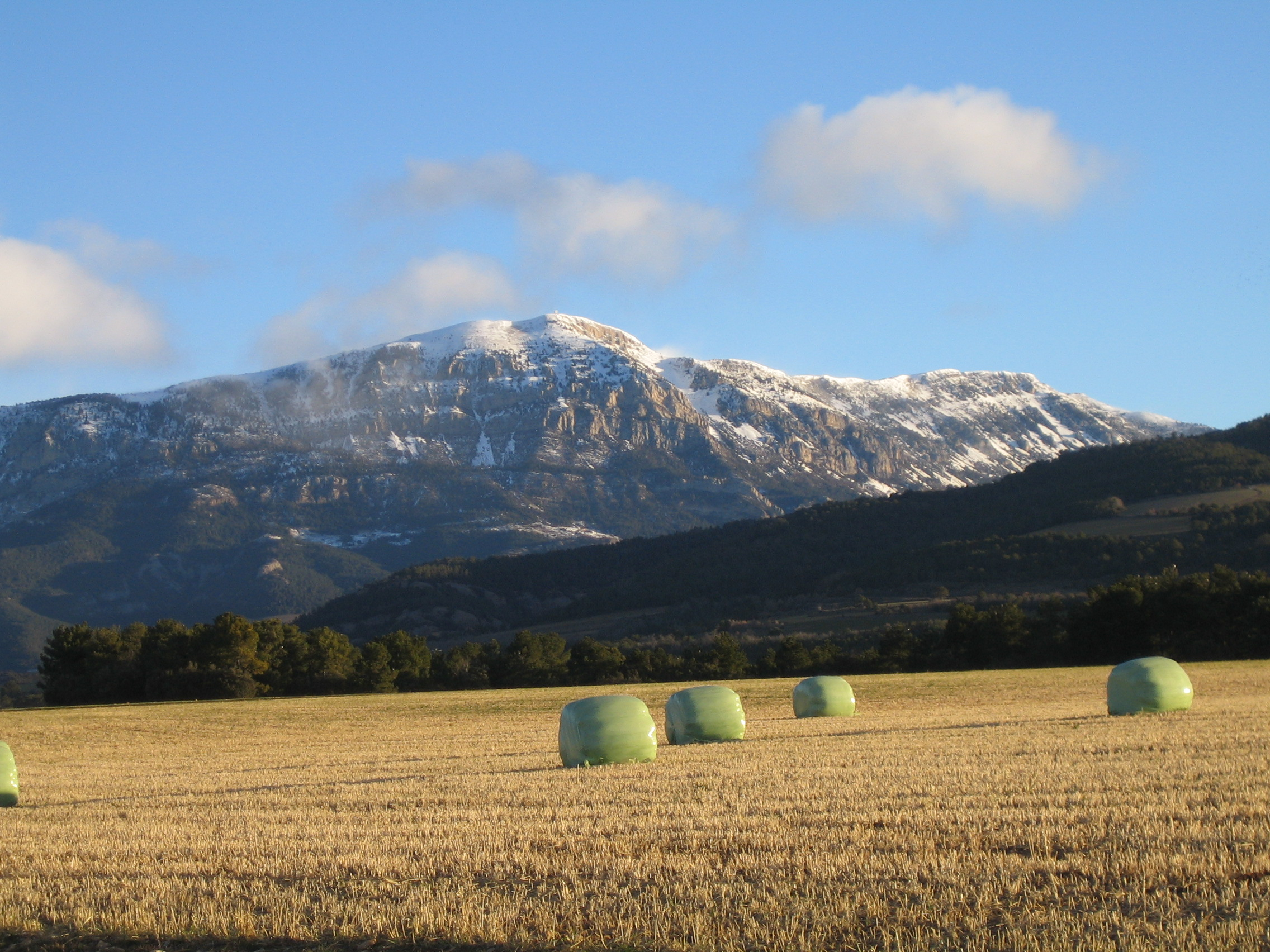
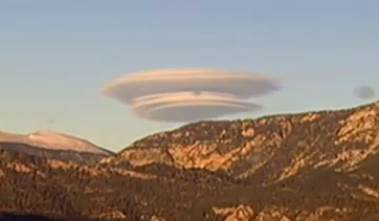

- Port del Comte des de Lladurs
- Un núvol lenticular al Port del Comte una tarda de novembre